# پرستاری اورژانس
پرستاری اورژانس (به انگلیسی: Emergency nursing) یکی از رشته‌های پرستاری تخصصی هست که در آن پرستاران مراقبت‌های درمانی را به بیمارانی که در فاز بحرانی بیماری یا آسیب دیدگی هستند، ارائه می‌کنند. پرستار اورژانس پیش‌تر از معاینهٔ پزشک با بیمار در تماس است بنابراین او باید در معاینهٔ فیزیکی بسیار ماهر و سریع باشد.
این پرستاران برای تشخیص سریع مشکلات تهدید کنندهٔ زندگی بیمار آموزش دیده‌اند. آنها می‌توانند در بخش اورژانس بیمارستان، آمبولانس، مراکز مراقبت‌های فوری، میادین ورزشی و... کار کنند. یک پرستار اورژانس باید مهارت درمانی در هر شرایطی، چه گلو درد ساده و چه حملهٔ قلبی، برای تمام سنین را داشته باشد.

## شرایط پرستار برای کار در اورژانس
- دارای مدرک معتبر (کارشناسی یا کارشناسی ارشد) در زمینهٔ پرستاری باشد.
- از سلامتی روحی و جسمی کامل برخوردار باشد.
- حداقل ۲سال سابقهٔ کار مداوم پرستاری داشته که حداقل مدت ۶ ماه آن را در بخش اورژانس گذرانده باشد.
- حداقل ۴ دورهٔ تمرینی و تعلیمی موقعیت‌های اورژانس را زیر نظر پرستار سابقه‌دار و باتجربه گذرانده باشد
- دوره‌های تریاژ، پرستاری فوریت‌ها، شکستگی‌ها و احیای قلبی ریوی پایه و پیشرفته را گذرانده باشد.
- دارای مهارت ارتباطی و کلامی مناسب باشد
- موقعیت‌های بحرانی را بشناسد و بتواند اولویت‌ها را تشخیص دهد.[۳]